# وزارت دفاع آرژانتین
وزارت دفاع آرژانتین (اسپانیایی: Ministerio de Defensa‎) از وزارتخانه‌های زیرمجموعه دولت آرژانتین است، که در سال ۱۸۵۴ تأسیس شد.
وزارت دفاع آرژانتین، وزارتخانه‌ای از قوه مجریه ملی است که بر امور دفاع ملی، از جمله نظارت بر نیروهای مسلح آرژانتین، نظارت و مشاوره می‌دهد.
وزارت دفاع یکی از قدیمی‌ترین وزارتخانه‌های دولت آرژانتین است که از زمان تشکیل اولین قوه مجریه آرژانتین در سال ۱۸۵۴، در دوران ریاست جمهوری خوستو خوزه د اورکیزا (که در آن زمان با نام وزارت جنگ شناخته می‌شد) به طور مداوم وجود داشته است. وزیر فعلی، لوئیس پتری است که از ۱۰ دسامبر ۲۰۲۳ در کابینه خاویر میلی خدمت کرده است.